# Police cantonale

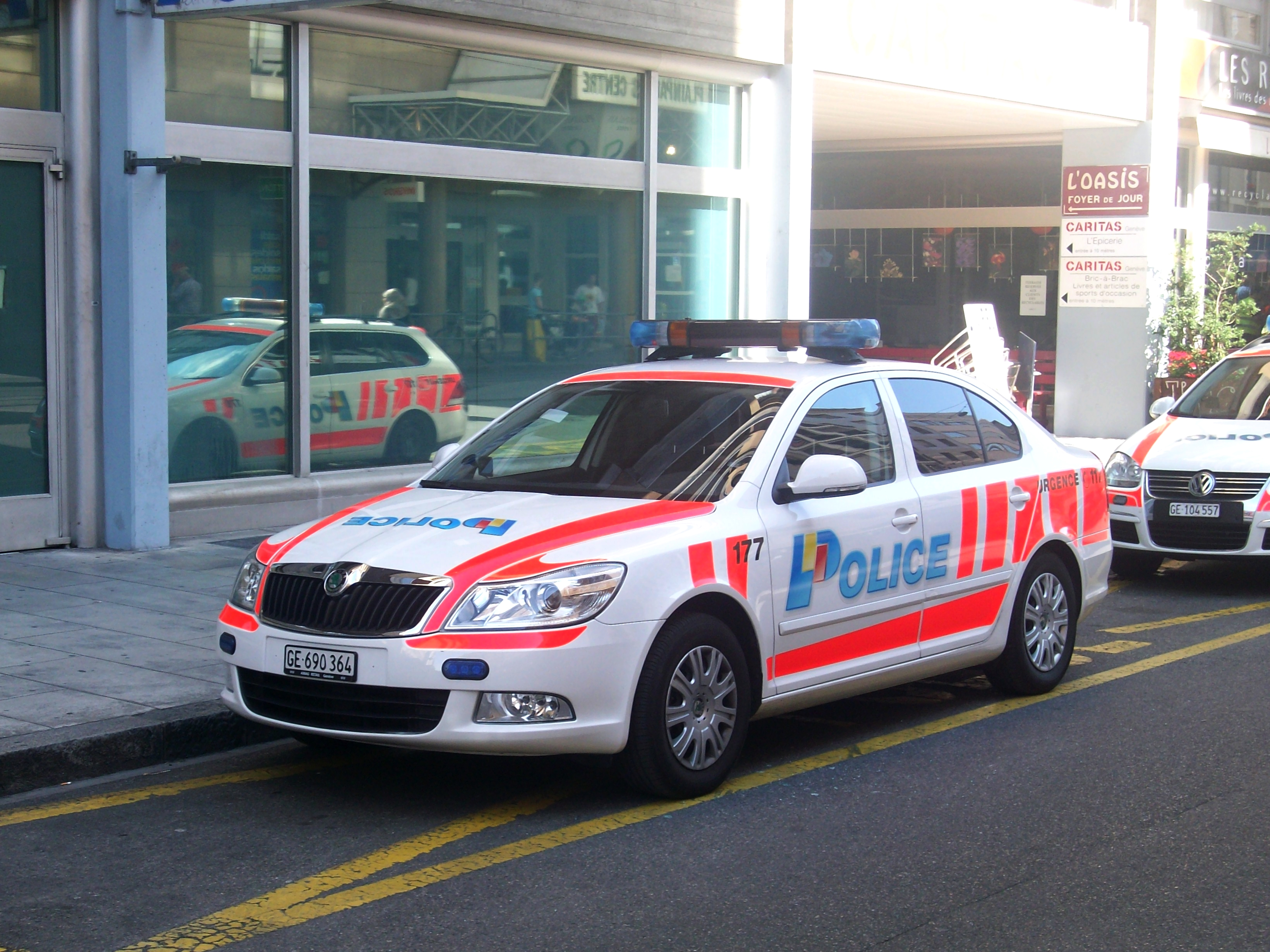
Voiture de la police cantonale genevoise.

En Suisse, les polices cantonales sont les principales forces de polices du pays.

## Histoire
Après l'acte de Médiation, la majorité des cantons, répondant aux appels de la Diète, mirent sur pied des corps cantonaux de gendarmes en 1803 et 1804. Jusqu'à la fondation de l'État fédéral en 1848, les milices cantonales étaient principalement responsables de la sécurité intérieure, les corps de gendarmerie ne représentaient pas encore une force publique au sens moderne du terme. Dans les années 1820 et 1830, ils reprirent progressivement les missions dévolues sous l'Ancien Régime aux fonctions les plus diverses.

## Organisation
En Suisse, chaque canton a sa police respective. La police fédérale (Fedpol) s'occupe des tâches de police relevant de la compétence fédérale.
Chaque police œuvre sur son territoire respectif, mais il arrive toutefois que plusieurs polices cantonales s'entraident.
Dans le cantons, la police est subdivisée en deux catégories : 
- la police cantonale (Kantonspolizei)
- la police municipale (Stadtpolizei), ou les polices régionales qui sont des regroupements de police communale.

## Différentes polices cantonales
- Polizei Basel-Landschaft (de)
- Kantonspolizei Basel-Stadt (de)
- Kantonspolizei Bern (de)
- Police cantonale fribourgeoise
- Police cantonale genevoise
- Police cantonale jurassienne
- Police cantonale neuchâteloise
- Kantonspolizei Solothurn (de)
- Police cantonale valaisanne
- Police cantonale vaudoise
- Kantonspolizei Zürich (de)